# John Schultz
Pour les articles homonymes, voir Schultz.
John Schultz est un réalisateur, scénariste et producteur américain, né à Raleigh (Caroline du Nord).

## Filmographie

### Producteur
- 1993 : Spring Break '93 (documentaire)
- 1996 : Bandwagon

### Réalisateur
- 1995 : The Making of 'Jurassic Park
- 1996 : Bandwagon
- 1999 : Drive Me Crazy
- 2002 : Magic Baskets (Like Mike)
- 2003 : When Zachary Beaver Came to Town (en)
- 2005 : Pour le meilleur et pour le pire (The Honeymooners)
- 2009 : Les Zintrus (Aliens in the Attic)
- 2011 : Judy Moody and the Not Bummer Summer (en)
- 2016 : Babysitting Night (Adventures in Babysitting)

### Scénariste
- 1995 : The Making of 'Jurassic Park
- 1996 : Bandwagon
- 2003 : When Zachary Beaver Came to Town (en)